# Tetralogia de Fallot
La Tetralogia de Fallot, TEF O TET, és una cardiopatia congènita, poc freqüent, que engloba quatre malformacions cardíaques presents des del naixement. Aquestes malformacions són: engruiximent de la paret muscular del ventricle dret (hipertrofia ventricular dreta), comunicació interventricular, dextroposició de l'aorta, és a dir, la vàlvula aòrtica és més gran del normal i s'obra des dels dos ventricles i no només de l'esquerre i vasoconstricció de l'artèria pulmonar (estenosi pulmonar).

## Epidemiologia
Aquesta tetralogia és la cardiopatia congènita més freqüent en els infants. Les cardiopaties congènites presenten una prevalença del 0.08% a la població general. Pel que fa a aquesta en concret representa entre un 5-8% del total de les cardiopaties congènites. L'afectació és més freqüent en homes que en dones. Cal destacar que aquesta tetralogia apareix associada la Síndrome de Down, entre un 14 i 15% de les persones afectades per la Síndrome de Down també presenten la Tetralogia de Fallot.

## Història
Aquesta malaltia congènita va ser descoberta per Etienne-Louis Arthur Fallot (1850-1911). Aquest descobriment el va donar a conèixer amb la publicació d'un treball a la revista Marseille Médical l'any 1888 amb el nom de "Contribution à l'anatomie pathologique de la maladie bleu (cyanose cardiaque)". Tot i això, anteriorment, ja havia estat esmentada anys abans per Eduard Sandifort.

## Característiques
Les quatre malformacions que apareixen en aquesta patologia són:
- Hipertrofia ventricle dret: dilatació del ventricle dret a l'hora de bombar la sang per enviar-la a l'artèria pulmonar per enviar-la a la resta de l'organisme.
- Estenosi pulmonar: consisteix en la presència d'una obstrucció pulmonar, això produeix una disminució del flux sanguini i en conseqüència de l'aportació d'oxigen.
- Comunicació interventricular: consisteix en una obertura en l'envà ventricular, és a dir, els dos ventricles dret i esquerre es comuniquen quan haurien d'estar separats.
- Encavalcament aorta: Fa referència a la desviació de l'aorta cap al costat dret del cor i al recolzament d'aquesta sobre els dos ventricles, la comunicació interventricular.

## Factors de risc
Hi ha alguns factors que poden desencadenar aquesta tetralogia, tot i això, la presència d'un d'ells no vol dir, necessàriament, que hi hagi aquesta malaltia. Alguns d'aquests factors de risc durant l'embaràs són:
- Diabetis
- Mare edat superior als 40 anys
- Alcoholisme matern
- Rubèola i altres malalties virals
- Desnutrició

## Símptomes
La simptomatologia pot variar segons el grau d'afectació i de malformació dels vasos cardíacs. Els signes de símptomes que poden presentar-se són:
- Buf cardíac
- Irritabilitat
- Plor continuat
- Augment de pes per sota del normal
- Cianosi, és a dir, coloració blava de pell i mucoses per la falta d'oxigen
- Pèrdua de coneixement
- Dificultat per respirar o taquipnea a petits esforços